# Moriau Oude Geuze
Moriau Oude Geuze is een Belgisch bier van spontane gisting.
Het bier wordt gebrouwen in Brouwerij Boon te Lembeek. Het is een donkerblond bier met een alcoholpercentage van 7%. 

## Geschiedenis
Geuzestekerij Moriau werd in 1880 opgericht te Sint-Pieters-Leeuw door steenbakker Johannes Moriau, toen ook als biersteker in dienst was bij Brouwerij Merlo te Vorst. Deze geuzestekerij werd gesloten op 1 maart 1983 en werd een bierhandel waar wel nog sporadisch geuze werd gestoken tot 1993. Daarna nam Brouwerij De Neve de productie over tot 1994. Anno 2013 wordt de geuze bij Brouwerij Boon geproduceerd.